# Blu Kennedy
Blu Kennedy (Oklahoma, 3 de octubre de 1983) es un actor pornográfico en películas dirigidas a un público gay. 
Kennedy se trasladó de su Oklahoma natal a Kansas, donde pasó su infancia. Posteriormente vivió en San Francisco y finalmente se trasladó a Nueva York, donde fue a estudiar. Intérprete de tuba, también perteneció a un coro infantil que cantó dos veces en el Carnegie Hall.
Comenzó a participar en películas pornográficas hacia 2004, cuando tenía unos veintiún años. En octubre de 2011 anunció su intención de retirarse de la industria pornográfica. Kennedy era conocido por ser uno de los pocos actores porno pelirrojos.

## Premios y candidaturas
En los premios GayVN (convocados por la revista AVN como una sección homosexual de los premios AVN) fue declarado Intérprete del año y ganó un premio al mejor actor (2006). En los premios Grabby de 2006 fue candidato (junto a Tom Judson, Jacob Slader, Nick Parker y Justin Gemini) a la mejor escena de sexo grupal, por la película Gale Force: Mens Room II (2005).